# Fecenia
Fecenia is een geslacht van spinnen uit de familie Psechridae. De wetenschappelijke naam van het geslacht werd voor het eerst geldig gepubliceerd in 1887 door Simon. De typesoort van het geslacht is Tegenaria ochracea Doleschall, 1859.

## Soorten
De volgende soorten zijn bij het geslacht ingedeeld:
- Fecenia cylindrata Thorell, 1895
- Fecenia macilenta (Simon, 1885)
- Fecenia ochracea (Doleschall, 1859)[2]
- Fecenia protensa Thorell, 1891[4]

### Synoniemen
- Fecenia angustata (Thorell, 1881) = Fecenia ochracea (Doleschall, 1859)[5]
- Fecenia buruana Reimoser, 1936 = Fecenia ochracea (Doleschall, 1859)[5]
- Fecenia cinerea Hogg, 1914 = Fecenia ochracea (Doleschall, 1859)[5]
- Fecenia hainanensis Wang, 1990 = Fecenia cylindrata Thorell, 1895[6]
- Fecenia maforensis Simon, 1906 = Fecenia ochracea (Doleschall, 1859)[5]
- Fecenia montana Kulczyński, 1910 = Fecenia ochracea (Doleschall, 1859)[5]
- Fecenia nicobarensis (Tikader, 1977) = Fecenia protensa Thorell, 1891[7]
- Fecenia oblonga Rainbow, 1913 = Fecenia ochracea (Doleschall, 1859)[5]
- Fecenia sumatrana Kulczyński, 1908 = Fecenia protensa Thorell, 1891[8]
- Fecenia travancoria Pocock, 1899 = Fecenia protensa Thorell, 1891[9]
- Tegenaria ochracea Doleschall, 1859 = Fecenia ochracea (Doleschall, 1859)
- Mezentia angustata Thorell, 1881 = Fecenia ochracea (Doleschall, 1859)
- Psechrus nicobarensis Tikader, 1977 = Fecenia protensa Thorell, 1891